# Pulitzerpriset för skönlitteratur
Pulitzerpriset för skönlitteratur (Pulitzer Prize for Fiction) är ett amerikanskt litteraturpris och en av Pulitzerprisets kategorier. Det har delats ut sedan 1948 till framstående romaner publicerade det föregående kalenderåret. Romanerna är skrivna av amerikanska författare och behandlar företrädesvis det amerikanska livet.
Pulitzerpriset för skönlitteratur ersatte kategorin Pulitzer Prize for the Novel (Pulitzerpriset för en roman), som existerade åren 1917 (då Pulitzerpriset instiftades) till och med 1947.

## Pristagare

### Pulitzer Prize for the Novel (Pulitzerpriset för en roman)
| År   | Svensk titel                            | Originaltitel                  | Författare                     |
| ---- | --------------------------------------- | ------------------------------ | ------------------------------ |
| 1917 | Inget pris delades ut detta år          | Inget pris delades ut detta år | Inget pris delades ut detta år |
| 1918 |                                         | His Family                     | Ernest Poole                   |
| 1919 | De magnifika Ambersons                  | The Magnificent Ambersons      | Booth Tarkington               |
| 1920 | Inget pris delades ut detta år          | Inget pris delades ut detta år | Inget pris delades ut detta år |
| 1921 | Oskuldens tid                           | The Age of Innocence           | Edith Wharton                  |
| 1922 | En familjeflicka                        | Alice Adams                    | Booth Tarkington               |
| 1923 |                                         | One of Ours                    | Willa Cather                   |
| 1924 |                                         | The Able McLaughlins           | Margaret Wilson                |
| 1925 | Hennes sons framgång                    | So Big                         | Edna Ferber                    |
| 1926 | Martin Arrowsmith                       | Arrowsmith                     | Sinclair Lewis (avstod priset) |
| 1927 | Tidig höst: En berättelse om en dam     | Early Autumn                   | Louis Bromfield                |
| 1928 | San Luis bro                            | The Bridge of San Luis Rey     | Thornton Wilder                |
| 1929 |                                         | Scarlet Sister Mary            | Julia Peterkin                 |
| 1930 | Navajo : en indiansk kärlekssaga        | Laughing Boy                   | Oliver La Farge                |
| 1931 | Från vår till höst                      | Years of Grace                 | Margaret Ayer Barnes           |
| 1932 | Den goda jorden                         | The Good Earth                 | Pearl S. Buck                  |
| 1933 |                                         | The Store                      | Thomas Sigismund Stribling     |
| 1934 | I ditt anletes svett                    | Lamb in His Bosom              | Caroline Miller                |
| 1935 | Nu i november                           | Now in November                | Josephine Winslow Johnson      |
| 1936 | Efterspanad                             | Honey in the Horn              | Harold L. Davis                |
| 1937 | Borta med vinden                        | Gone with the Wind             | Margaret Mitchell              |
| 1938 | Boston: En bok om familjen George Apley | The Late George Apley          | John Phillips Marquand         |
| 1939 | Hjortkalven                             | The Yearling                   | Marjorie Kinnan Rawlings       |
| 1940 | Vredens druvor                          | The Grapes of Wrath            | John Steinbeck                 |
| 1941 | Inget pris delades ut detta år          | Inget pris delades ut detta år | Inget pris delades ut detta år |
| 1942 | I detta vårt liv                        | In This Our Life               | Ellen Glasgow                  |
| 1943 | Drakens tänder                          | Dragon's Teeth                 | Upton Sinclair                 |
| 1944 | Resa i mörker                           | Journey in the Dark            | Martin Flavin                  |
| 1945 | Klockan i Adano                         | A Bell for Adano               | John Hersey                    |
| 1946 | Inget pris delades ut detta år          | Inget pris delades ut detta år | Inget pris delades ut detta år |
| 1947 | Alla kungens män                        | All the King's Men             | Robert Penn Warren             |

### Pulitzerpriset för skönlitteratur (Pulitzer Prize for Fiction)
| År   | Svensk titel                             | Originaltitel                                    | Författare                     |
| ---- | ---------------------------------------- | ------------------------------------------------ | ------------------------------ |
| 1948 |                                          | Tales of the South Pacific                       | James Michener                 |
| 1949 |                                          | Guard of Honor                                   | James Gould Cozzens            |
| 1950 | Vägen västerut                           | The Way West                                     | A.B. Guthrie, Jr.              |
| 1951 |                                          | The Town                                         | Conrad Richter                 |
| 1952 | Myteriet på Caine                        | The Caine Mutiny                                 | Herman Wouk                    |
| 1953 | Den gamle och havet                      | The Old Man and the Sea                          | Ernest Hemingway               |
| 1954 | Inget pris delades ut detta år           | Inget pris delades ut detta år                   | Inget pris delades ut detta år |
| 1955 | En legend                                | A Fable                                          | William Faulkner               |
| 1956 |                                          | Andersonville                                    | MacKinlay Kantor               |
| 1957 | Inget pris delades ut detta år           | Inget pris delades ut detta år                   | Inget pris delades ut detta år |
| 1958 |                                          | A Death in the Family                            | James Agee                     |
| 1959 | Den stora guldrushen                     | The Travels of Jaimie McPheeters                 | Robert Lewis Taylor            |
| 1960 | Med senatens samtycke                    | Advise and Consent                               | Allen Drury                    |
| 1961 | Dödssynden                               | To Kill a Mockingbird                            | Harper Lee                     |
| 1962 |                                          | The Edge of Sadness                              | Edwin O'Connor                 |
| 1963 | Tre rövare                               | The Reivers                                      | William Faulkner               |
| 1964 | Inget pris delades ut detta år           | Inget pris delades ut detta år                   | Inget pris delades ut detta år |
| 1965 |                                          | The Keepers of the House                         | Shirley Ann Grau               |
| 1966 |                                          | The Collected Stories of Katherine Anne Porter   | Katherine Anne Porter          |
| 1967 | Syndabock                                | The Fixer                                        | Bernard Malamud                |
| 1968 | Nat Turners bekännelser                  | The Confessions of Nat Turner                    | William Styron                 |
| 1969 | Hus byggt av gryning                     | House Made of Dawn                               | N. Scott Momaday               |
| 1970 |                                          | The Collected Stories of Jean Stafford           | Jean Stafford                  |
| 1971 | Inget pris delades ut detta år           | Inget pris delades ut detta år                   | Inget pris delades ut detta år |
| 1972 |                                          | Angle of Repose                                  | Wallace Stegner                |
| 1973 | Optimistens dotter                       | The Optimist's Daughter                          | Eudora Welty                   |
| 1974 | Inget pris delades ut detta år           | Inget pris delades ut detta år                   | Inget pris delades ut detta år |
| 1975 |                                          | The Killer Angels                                | Michael Shaara                 |
| 1976 | Humboldts gåva                           | Humboldt's Gift                                  | Saul Bellow                    |
| 1977 | Inget pris delades ut detta år           | Inget pris delades ut detta år                   | Inget pris delades ut detta år |
| 1978 |                                          | Elbow Room                                       | James Alan McPherson           |
| 1979 | Återföreningen och andra noveller        | The Stories of John Cheever                      | John Cheever                   |
| 1980 | Bödelns sång                             | The Executioner's Song                           | Norman Mailer                  |
| 1981 | Dumskallarnas sammansvärjning            | A Confederacy of Dunces                          | John Kennedy Toole             |
| 1982 | Haren är rik                             | Rabbit Is Rich                                   | John Updike                    |
| 1983 | Purpurfärgen                             | The Color Purple                                 | Alice Walker                   |
| 1984 | Järngräs                                 | Ironweed                                         | William Kennedy                |
| 1985 | Utrikes förbindelser                     | Forreign Affiars                                 | Alison Lurie                   |
| 1986 | Den långa färden                         | Lonesome Dove                                    | Larry McMurtry                 |
| 1987 | Ett bud från Memphis                     | A Summons to Memphis                             | Peter Taylor                   |
| 1988 | Älskade                                  | Beloved                                          | Toni Morrison                  |
| 1989 | Djupandning                              | Breathing Lessons                                | Anne Tyler                     |
| 1990 | Mambo Kings spelar och sjunger om kärlek | The Mambo Kings Play Songs of Love               | Oscar Hijuelos                 |
| 1991 | Haren vilar                              | Rabbit At Rest                                   | John Updike                    |
| 1992 | Tusen tunnland                           | A Thousand Acres                                 | Jane Smiley                    |
| 1993 |                                          | A Good Scent from a Strange Mountain             | Robert Olen Butler             |
| 1994 | Sjöfartsnytt                             | The Shipping News                                | Annie Proulx                   |
| 1995 | Stendagböckerna                          | The Stone Diaries                                | Carol Shields                  |
| 1996 | Självständighetsdagen                    | Independence Day                                 | Richard Ford                   |
| 1997 |                                          | Martin Dressler: The Tale of an American Dreamer | Steven Millhauser              |
| 1998 | Amerikansk pastoral                      | American Pastoral                                | Philip Roth                    |
| 1999 | Timmarna                                 | The Hours                                        | Michael Cunningham             |
| 2000 | Den indiske tolken                       | Interpreter of Maladies                          | Jhumpa Lahiri                  |
| 2001 | Kavalier & Clays fantastiska äventyr     | The Amazing Adventures of Kavalier & Clay        | Michael Chabon                 |
| 2002 |                                          | Empire Falls                                     | Richard Russo                  |
| 2003 | Middlesex                                | Middlesex                                        | Jeffrey Eugenides              |
| 2004 | Den kända världen                        | The Known World                                  | Edward P. Jones                |
| 2005 | Gilead                                   | Gilead                                           | Marilynne Robinson             |
| 2006 |                                          | March                                            | Geraldine Brooks               |
| 2007 | Vägen                                    | The Road                                         | Cormac McCarthy                |
| 2008 | Oscar Waos korta förunderliga liv        | The Brief Wondrous Life of Oscar Wao             | Junot Díaz                     |
| 2009 | Olive Kitteridge                         | Olive Kitteridge                                 | Elizabeth Strout               |
| 2010 | Tiden                                    | Tinkers                                          | Paul Harding                   |
| 2011 | Huliganerna kommer på besök              | A Visit From the Goon Squad                      | Jennifer Egan                  |
| 2012 | Inget pris delades ut detta år           | Inget pris delades ut detta år                   | Inget pris delades ut detta år |
| 2013 |                                          | The Orphan Master's Son                          | Adam Johnson                   |
| 2014 | Steglitsan                               | The Goldfinch                                    | Donna Tartt                    |
| 2015 | Ljuset vi inte ser                       | All the Light We Cannot See                      | Anthony Doerr                  |
| 2016 | Sympatisören                             | The Sympathizer                                  | Viet Thanh Nguyen              |
| 2017 | Den underjordiska järnvägen              | The Underground Railroad                         | Colson Whitehead               |
| 2018 |                                          | Less                                             | Andrew Sean Greer              |
| 2019 |                                          | The Overstory                                    | Richard Powers                 |
| 2020 | Nickelpojkarna                           | The Nickel Boys                                  | Colson Whitehead               |
| 2021 |                                          | The Night Watchman                               | Louise Erdrich                 |
| 2022 | Netanyahus                               | The Netanyahus                                   | Joshua Cohen                   |
| 2023 | Egendom                                  | Trust                                            | Hernan Diaz                    |
| 2023 | Demon Copperhead                         | Demon Copperhead                                 | Barbara Kingsolver             |
| 2024 |                                          | Night Watch                                      | Jayne Anne Phillips            |
| 2024 |                                          | James                                            | Percival Everett               |